# Rhododendron mirabile
Rhododendron mirabile är en ljungväxtart som beskrevs av F. K. Ward. Rhododendron mirabile ingår i släktet rododendron, och familjen ljungväxter. Inga underarter finns listade i Catalogue of Life.